# Équipe de Tanzanie de football
Cet article traite de l'équipe masculine. Pour l'équipe féminine, voir Équipe de Tanzanie féminine de football.
Maillots
Actualités
L'équipe de Tanzanie de football est constituée par une sélection des meilleurs joueurs tanzaniens sous l'égide de la Fédération de Tanzanie de football.

## Palmarès

### Classement FIFA
| Année              | 1993 | 1994 | 1995 | 1996 | 1997 | 1998 | 1999 | 2000 | 2001 | 2002 | 2003 | 2004 | 2005 | 2006 | 2007 | 2008 | 2009 | 2010 | 2011 | 2012 | 2013 | 2014 | 2015 | 2016 | 2017 | 2018 |
| ------------------ | ---- | ---- | ---- | ---- | ---- | ---- | ---- | ---- | ---- | ---- | ---- | ---- | ---- | ---- | ---- | ---- | ---- | ---- | ---- | ---- | ---- | ---- | ---- | ---- | ---- | ---- |
| Classement mondial | 98   | 74   | 70   | 89   | 96   | 118  | 128  | 140  | 149  | 153  | 159  | 172  | 165  | 110  | 89   | 99   | 106  | 116  | 137  | 130  | 120  | 105  | 132  | 156  | 147  | 138  |

### Parcours enCoupe du monde
| Année | Position     |      | Année         | Position |                        | Année | Position |
| 1930  | Non inscrite | 1974 | Non qualifiée | 2010     | Non qualifiée          |       |          |
| 1934  | Non inscrite | 1978 | Forfait       | 2014     | Non qualifiée          |       |          |
| 1938  | Non inscrite | 1982 | Non qualifiée | 2018     | Non qualifiée          |       |          |
| 1950  | Non inscrite | 1986 | Non qualifiée | 2022     | Non qualifiée          |       |          |
| 1954  | Non inscrite | 1990 | Non inscrite  | 2026     | Éliminatoires en cours |       |          |
| 1958  | Non inscrite | 1994 | Forfait       | 2030     | À venir                |       |          |
| 1962  | Non inscrite | 1998 | Non qualifiée | 2034     | À venir                |       |          |
| 1966  | Non inscrite | 2002 | Non qualifiée |          |                        |       |          |
| 1970  | Non inscrite | 2006 | Non qualifiée |          |                        |       |          |

### Parcours enCoupe d'Afrique
| Année | Position          |      | Année             | Position |                   | Année | Position |
| 1957  | Non inscrite      | 1982 | Forfait           | 2006     | Tour préliminaire |       |          |
| 1959  | Non inscrite      | 1984 | Tour préliminaire | 2008     | Tour préliminaire |       |          |
| 1962  | Non inscrite      | 1986 | Forfait           | 2010     | Tour préliminaire |       |          |
| 1963  | Non inscrite      | 1988 | Tour préliminaire | 2012     | Tour préliminaire |       |          |
| 1965  | Non inscrite      | 1990 | Tour préliminaire | 2013     | Tour préliminaire |       |          |
| 1968  | Forfait           | 1992 | Tour préliminaire | 2015     | Tour préliminaire |       |          |
| 1970  | Tour préliminaire | 1994 | Forfait           | 2017     | Tour préliminaire |       |          |
| 1972  | Tour préliminaire | 1996 | Tour préliminaire | 2019     | 1er tour          |       |          |
| 1974  | Tour préliminaire | 1998 | Tour préliminaire | 2021     | Tour préliminaire |       |          |
| 1976  | Tour préliminaire | 2000 | Tour préliminaire | 2023     | 1er tour          |       |          |
| 1978  | Tour préliminaire | 2002 | Tour préliminaire | 2025     | Qualifié          |       |          |
| 1980  | 1er tour          | 2004 | Forfait           | 2027     | À venir           |       |          |

## Anciens joueurs
- Juma Mkambi, milieu de terrain, participant à la CAN 1980
- Thuwein Waziri

## Liste des sélectionneurs de la Tanzanie
- Bert Trautmann : 1975
- Geoff Hudson : 1977–1979
- Mahammed Msomali : 1980–1981
- Rudi Gutendorf : 1981
- Joseph Bendera : ?-?
- Paul West : ?-1992
- Boniface Charles : 1992
- Kayuni Dunday : 1993-?
- Clóvis de Oliveira : 1995–1997
- Badru Hafidh : 199?-1998
- Sylersaid Mziray : 1998-?
- Burkhard Pape : 2000–2002
- James Siang'a : 2002
- Mshindo Msolla : 2002–2003
- Badru Hafidh : Septembre 2003–2006
- Júlio César Leal : 2006
- Márcio Máximo : 29 juin 2006–Juillet 2010
- Jan Børge Poulsen : Août 2010–Mai 2012
- Kim Poulsen : Mai 2012–2014
- Salum Madadi : 2014, Manager
- Mart Nooij : Avril 2014–Juin 2015
- Charles Boniface Mkwasa : Juin 2015–Janvier 2017
- Salum Mayanga : Janvier-juillet 2017
- Emmanuel Amunike : août 2018-juillet 2019
- Etienne Ndayiragije : juillet 2019-février 2021
- Kim Poulsen : février 2021-mars 2023
- Adel Amrouche : mars 2023-janvier 2024[2],[3]
- Hemed Morocco (intérim) : depuis janvier 2024